# Berliner Hefte zur Geschichte des literarischen Lebens
Die Berliner Hefte zur Geschichte des literarischen Lebens waren eine literaturwissenschaftliche Publikationsreihe, die sich mit Personen, Institutionen und Phänomenen des deutschsprachigen Literaturbetriebs befasste und von 1996 bis 2013 erschien.
Jede Ausgabe umfasste durchschnittlich etwa 250 Seiten und widmete sich einem bestimmten Schwerpunkt (beispielsweise Gelegenheitsgedichte im 19. Jahrhundert, Literatur der DDR, Gottfried Benns Briefwechsel mit Richard Alewyn und Margret Boveri, Günter Eich und Ilse Aichinger). In Beiträgen verschiedener Literaturwissenschaftler wurden dabei – meist unter einem sozialgeschichtlichen Fokus – u. a. wenig bekannte oder bislang unveröffentlichte Dokumente aus Nachlässen ediert bzw. vorgestellt und Gespräche mit Autoren publiziert.
Die Reihe wurde am Institut für Deutsche Literatur der Humboldt-Universität zu Berlin von den beiden Professoren für Neuere Deutsche Literatur, Roland Berbig und Peter Wruck, an dessen Stelle 2008 die Literaturwissenschaftlerin Hannah Markus als Mitherausgeberin trat, veröffentlicht. Dies geschah mit Unterstützung eines Beirates.